# Smittium aciculare
Smittium aciculare är en svampart som beskrevs av Lichtw. 1990. Smittium aciculare ingår i släktet Smittium och familjen Legeriomycetaceae.   Inga underarter finns listade i Catalogue of Life.